# Hrušková
Hrušková (németül: Birndorf) Sokolov településrésze Csehországban a Karlovy Vary-i kerület Sokolovi járásában. Sokolovtól 4,5 km-re délkeletre fekszik. A 2001-es népszámlálási adatok szerint 64 lakóháza és 28 lakosa van.